# Emre Belözoğlu
Emre Belözoğlu (ofte bare omtalt som Emre) (født 7. september 1980 i Istanbul, Tyrkiet) er en tyrkisk fodboldspiller, der spiller som midtbanespiller hos Fenerbahce SK i den tyrkiske liga. Han har tidligere spillet for blandt andet Atlético Madrid, Inter, Fenerbahce og Galatasaray.
Med Galatasaray vandt Emre fire tyrkiske mesterskaber, tre pokaltitler, samt UEFA Cuppen og UEFA Super Cuppen i år 2000.
Emre blev i 2004 udvalgt til FIFA 100, en kåring af de 125 bedste nulevende fodboldspillere gennem historien.

## Landshold
Emre står (pr. april 2018) noteret for 95 kampe og ni scoringer for Tyrkiets landshold, som han debuterede for i år 2000 i et opgør mod Norge. Han var efterfølgende en del af den tyrkiske trup der vandt bronze ved VM i 2002, og nåede semifinalerne ved EM i 2008. 

## Titler
Tyrksk mesterskab
- 1997, 1998, 1999 og 2000 med Galatasaray SK

Tyrkisk pokaltitel
- 1996, 1999 og 2000 med Galatasaray SK

UEFA Cup
- 2000 med Galatasaray SK

UEFA Super Cup
- 2000 med Galatasaray SK